# エール (音楽)
エール (フランス語: Air, ayr, ayre) またはエア (英語: Air)は、イタリア語のアリア (イタリア語: Aria) に相当する歌謡的な声楽曲または器楽曲。この言葉は、民謡やバラッドの交換可能なメロディーにも適用される。オペラ、カンタータ、オラトリオでは「アリア」と命名されることが多い音楽形式の一種である。

## イングランド・リュート歌曲のエア
イングランドのリュート歌曲の「エア」は、16世紀末にイギリス王室で初めて作られ、1620年代まで人気を博していた。イタリアのモノディやフランスのエール・ド・クールを基にしたものと考えられ、リュートを伴奏にした独唱曲で、複数のパート（通常は3パート）を持つこともある。その人気は、ジョン・ダウランド（1563-1626）の『First Booke of Songs or Ayres』（1597年）の出版から始まった。代表的な曲には「Come again」「Flow, my tears」「I saw my Lady weepe」「In darkness let me dwell」などがある。 このジャンルはトマス・カンピオン（1567-1620）の『Books of Airs』（1601）（フィリップ・ロセターとの共作）では100曲以上のリュート歌曲が収録されており、1610年代に4回も増刷された。 この印刷ブームは1620年代には終息したが、エアはその後も書き続けられ、演奏され、宮廷仮面劇に組み込まれることも多かった 。

## バロック音楽のエールまたはエア
18世紀になると、作曲家たちは声楽曲ではない器楽や合奏のために"Air"を書いた。これは、歌謡的、抒情的な曲で、多楽章構成の作品の中の楽章であることが多い。ヨハン・ゼバスチャン・バッハは、アウグスト・ウィルヘルミがヴァイオリンとピアノのため「G線上のアリア」に編曲したことで知られる管弦楽組曲第3番ニ長調 BWV 1068 の第2楽章、フランス組曲の第2番と第4番、パルティータ第6番 BWV 830 などにエールがある。また、ゲオルク・フリードリヒ・ヘンデルの「水上の音楽」に収録されている組曲ヘ長調 HWV 348の第5楽章もよく演奏される。